# Хартсхорн, Робин
Роберт (Робин) Коуп Хартсхорн (англ. Robert (Robin) Cope Hartshorne; род. 15 марта 1938, Бостон) — американский математик, алгебраический геометр, автор стандартного учебника «Алгебраическая геометрия».

## Биография
В 1959 году закончил Гарвардский университет.
В 1963 году защитил диссертацию в Принстонском университете, тема — «Связность схемы Гильберта» (англ. Connectedness of the Hilbert Scheme).
В 1963—1966 — младший научный сотрудник (junior fellow), в 1966—1972 году — доцент (сначала assistant professor, потом — associate professor) в Гарвардском университете.
В 1969—1970 годах — приглашённый профессор в Институте фундаментальных исследований Тата, Бомбей.
С 1972 года — доцент (associate professor), с 1974 года — профессор в Калифорнийском университете в Беркли. По состоянию на 2019 год — профессор-эмерит.
В 1975—1976 и 1982—1984 годах — приглашённый профессор в Киотском университете.

## Признание
Осенью 1958 года получил премию Патнема.
В 1970—1972 годах получал стипендию Слоуна.
В 1979 году получил премию Стила за статью «Отношения эквивалентности на алгебраических циклах и подмногообразиях малой коразмерности» (англ. Equivalence relations on algebraic cycles and subvarieties of small codimension и книгу «Алгебраическая геометрия».
С 2013 года член (fellow) Американского математического общества.
Имя Хартсхорна носят эллипсы Хартсхона — разновидность эллипсов в четырёхмерном единичном шаре, которые соответствуют k=2 инстантонам на четырёхмерной сфере.